# Ястреб (корвет, 1860)
«Ястреб» — 10-пушечный винтовой корвет Черноморского флота Российской империи.

## Строительство
Корвет «Ястреб» был заложен в Николаевском адмиралтействе 29 октября 1857 года, спущен на воду 19 июня 1860 года, а осенью следующего года вступил в строй, при этом зачисление в состав Черноморской флотилии произошло еще 6 декабря 1856 года. Строительство вёл полковник Акимов по подряду с купцом А. Ш. Рафаловичем.

## Описание корвета
Длина корвета составляла 50 метров, ширина 9,9 метра, осадка — 4,4 метра. На нём была установлена паровая машина низкого давления мощностью 220 номинальных л. с. и один гребной винт. Корвет под парами развивал наибольшую скорость до 8-и узлов.
Первоначальное вооружение состояло из девяти 36-фунтовых пушек № 1 и одной 8-фунтовой карронады, в 1863 году вооружение сократилось до девяти 36-фунтовых пушек № 1, а к 1871 году они были заменены на восемь 36-фунтовых пушек № 2.

## Служба
В кампании с 1860 пр 1860 год корвет находился на Николаевском рейде, а также совершал плавания между черноморскими портами и в Константинополь.
В августе 1861 года «Ястреб» вошёл в состав средиземноморской эскадры под командованием флигель-адъютанта капитана 1-го ранга И. А. Шестакова.
19 декабря 1870 года был выведен из боевого состава флотилии и сдан в Николаеве к военному порту на хранение, однако 20 марта 1871 года «Ястреб» был расконсервирован и введён в строй.
1 октября того же года корвет был включен в состав Черноморского флота.
27 марта 1876 года корвет «Ястреб» был вторично выведен из боевого состава флота, сдан к порту для разоружения, демонтажа и реализации.

## Командиры корвета
Командирами корвета «Ястреб» в составе Российского императорского флота в разное время служили:
- капитан-лейтенант, а с 1 (13) января 1862 года капитан 2-го ранга И. Я. Янушевский (c 1860 года до 4 (16) мая 1864 года)[6][7];
- капитан 2-го ранга Д. Д. Шафранов (с 4 (16) мая 1864 года)[7];
- капитан 2-го ранга, а с 8 (20) апреля 1873 года капитан 1-го ранга Д. И. Чайковский (с 26 марта (7 апреля) 1872 года до 1874 года)[8][9].